# Ljuba
Ljuba je ženské křestní jméno slovanského původu. Pochází z výrazu dodnes zachovaného v ruštině ljubov či němčině Liebe (v 11. století lioba) – láska, související s latinským slovem libido – touha.
V českém občanském kalendáři má svátek 16. února.

## Statistické údaje
Následující tabulka uvádí četnost jména v ČR a pořadí mezi ženskými jmény ve srovnání dvou roků, pro které jsou dostupné údaje MV ČR – lze z ní tedy vysledovat trend v užívání tohoto jména:
| Rok       | Četnost   | Pořadí      |
| 1999      | 458       | 307.        |
| 2002      | 448       | 307.        |
| Porovnání | o 10 méně | žádná změna |

Změna procentního zastoupení tohoto jména mezi žijícími ženami v ČR (tj. procentní změna se započítáním celkového úbytku žen v ČR za sledované tři roky) je −1,4 %.

## Nositelky jména Ljuba, Luba
- Ljuba Hermanová – česká zpěvačka a herečka
- Ljuba Klosová – česká divadelní historička a učitelka na Akademii múzických umění
- Ljuba Krbová – česká herečka
- Ljuba Štíplová – česká autorka dětské literatury (mimo jiné Čtyřlístku)
- Ljuba (mamut) - přírodní zachovaná mumie mamutího mláděte nalezená roku 2007.
- Luba Skořepová - československá herečka, spisovatelka

## Nositelé jména Ljubiša
- Ljubiša Antonijević – politik
- Ljubiša Baćič – herec
- Ljubiša Barovič – herec
- Ljubiša Bogdanović – srbský vrah
- Ljubiša Broćič – fotbalový manažer
- Ljubiša Diković – srbský náčelník
- Libusha Kelly, Ph.D. – pomocná asistentka profesora na oddělení mikrobiologie a imunologie, Albert Einstein College of Medicine, Yeshiva University, New York, NY, USA
- Ljubiša Kočinac – vědec
- Ljubiša Samardžić – makedonský herec